# 벤 헤이나우
벤저민 버나드 헤이나우(Benjamin Bernard Haenow, 1985년 1월 6일 ~ ), 간단히 벤 헤이나우(Ben Haenow)는 잉글랜드의 가수이자 송라이터이다. 2014년 《더 엑스 팩터 시즌 11》에 참가하여 우승하였다. 데뷔 앨범 Ben Haenow은 2015년 11월 13일 발매되었다.